# Episodi di Dixon of Dock Green (diciottesima stagione)
La diciottesima stagione della serie televisiva Dixon of Dock Green è andata in onda nel Regno Unito dal 20 novembre 1971 al 12 febbraio 1972, su BBC One.
| nº | Titolo originale          | Prima TV UK      |
| -- | ------------------------- | ---------------- |
| 1  | Jig-Saw                   | 20 novembre 1971 |
| 2  | The Fighter               | 27 novembre 1971 |
| 3  | Flashpoint                | 4 dicembre 1971  |
| 4  | The Man from the Ministry | 11 dicembre 1971 |
| 5  | Imagination               | 18 dicembre 1971 |
| 6  | Wingy                     | 27 dicembre 1971 |
| 7  | Molenzicht                | 1º gennaio 1972  |
| 8  | The Informant             | 8 gennaio 1972   |
| 9  | Findings Keepings         | 15 gennaio 1972  |
| 10 | Night Beat                | 22 gennaio 1972  |
| 11 | The Bad Debt Man          | 29 gennaio 1972  |
| 12 | First Offenders           | 5 febbraio 1972  |
| 13 | Sgt George Dixon          | 12 febbraio 1972 |

## Jig-Saw
- Prima televisiva: 20 novembre 1971
- Scritto da: Eric Paice

### Trama
- Guest star:

## The Fighter
- Prima televisiva: 27 novembre 1971
- Diretto da: Vere Lorrimer
- Scritto da: N. J. Crisp

### Trama
- Guest star: Esmond Webb (amico/a di Informer), John Caesar (Landlord), Michael Mundell (Tom), Ralph Watson (Cyril), Richard Shaw (Charlie Ransome), Derek Newark (Eddie Brown)

## Flashpoint
- Prima televisiva: 4 dicembre 1971
- Scritto da: N. J. Crisp

### Trama
- Guest star:

## The Man from the Ministry
- Prima televisiva: 11 dicembre 1971
- Diretto da: Vere Lorrimer
- Scritto da: Gerald Kelsey

### Trama
- Guest star:

## Imagination
- Prima televisiva: 18 dicembre 1971
- Scritto da: N. J. Crisp

### Trama
- Guest star: Milos Kirek (Ann), Reginald Jessup (Security Man), Godfrey James (Garage Foreman), John Harvey (colonnello Ryman)

## Wingy
- Prima televisiva: 27 dicembre 1971

### Trama
- Guest star:

## Molenzicht
- Prima televisiva: 1º gennaio 1972
- Scritto da: N. J. Crisp

### Trama
- Guest star:

## The Informant
- Prima televisiva: 8 gennaio 1972
- Scritto da: N. J. Crisp

### Trama
- Guest star:

## Findings Keepings
- Prima televisiva: 15 gennaio 1972
- Scritto da: Gerald Kelsey

### Trama
- Guest star: Terry Walsh (Sid Gale), Tom Adams (Charlie Mann), Derek Martin (Len Drake)

## Night Beat
- Prima televisiva: 22 gennaio 1972
- Scritto da: N. J. Crisp

### Trama
- Guest star: Salvin Stewart (Warden)

## The Bad Debt Man
- Prima televisiva: 29 gennaio 1972
- Diretto da: Vere Lorrimer

### Trama
- Guest star:

## First Offenders
- Prima televisiva: 5 febbraio 1972
- Scritto da: Gerald Kelsey

### Trama
- Guest star:

## Sgt George Dixon
- Prima televisiva: 12 febbraio 1972
- Scritto da: N. J. Crisp

### Trama
- Guest star: